# Carriacou và Petite Martinique
Carriacou và Petite Martinique, còn được gọi là Nam Grenadines, là một nơi phụ thuộc của Grenada, nằm ở phía bắc đảo Grenada và phía nam "Saint Vincent và Grenadines" ở Lesser Antilles.